# Beauquesne
Beauquesne és un municipi francès situat al departament del Somme i a la regió dels Alts de França. L'any 2007 tenia 1.281 habitants.

## Demografia

### Població

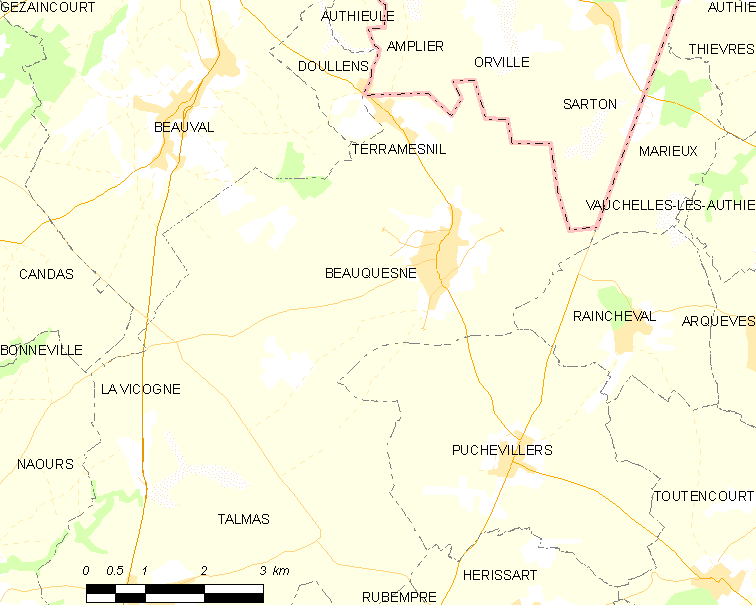
mapa del municipi

El 2007 la població de fet de Beauquesne era de 1.281 persones. Hi havia 453 famílies de les quals 108 eren unipersonals (60 homes vivint sols i 48 dones vivint soles), 127 parelles sense fills, 186 parelles amb fills i 32 famílies monoparentals amb fills.

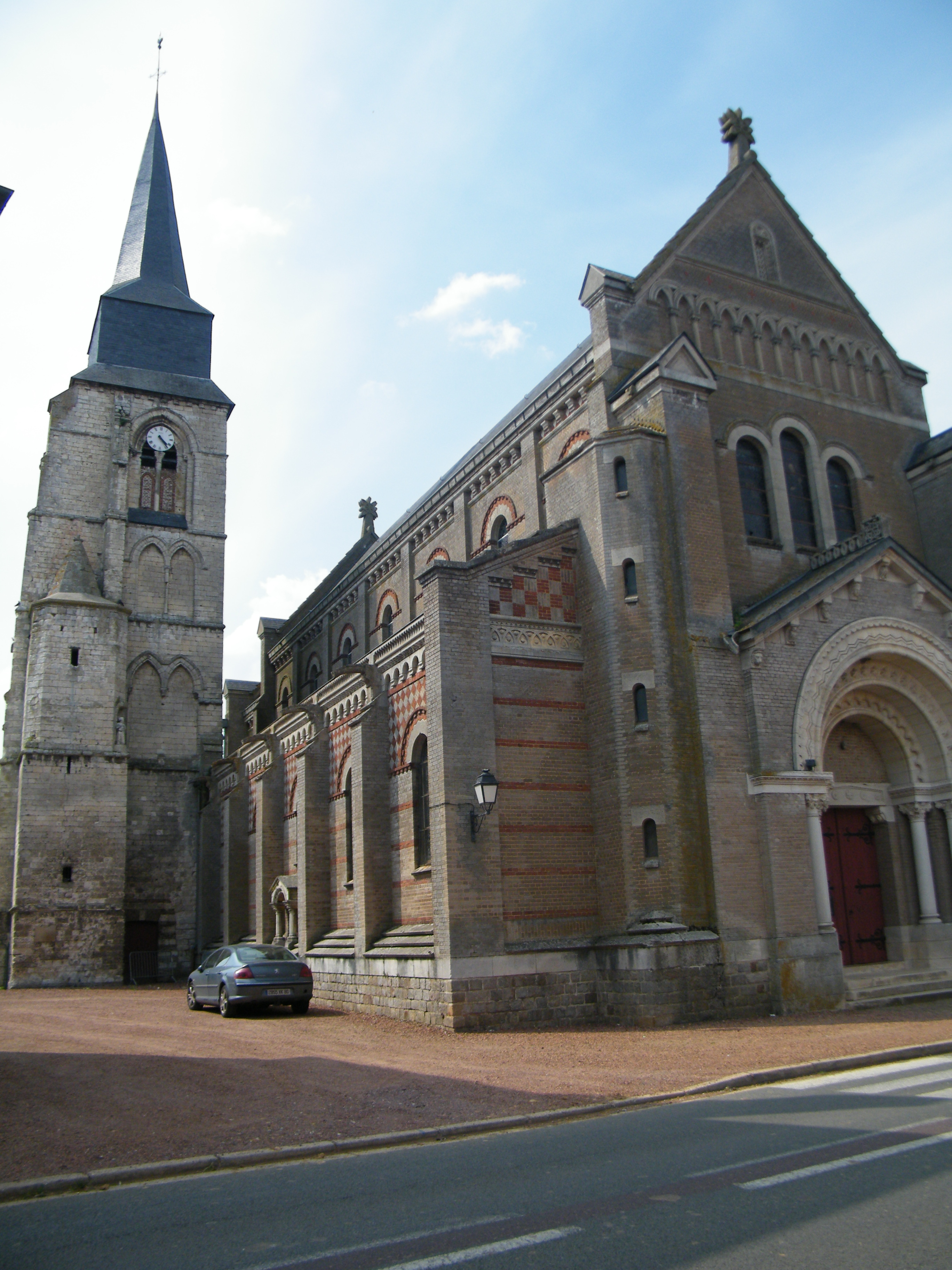
església

La població ha evolucionat segons el següent gràfic:
Habitants censats

### Habitatges
El 2007 hi havia 508 habitatges, 477 eren l'habitatge principal de la família, 9 eren segones residències i 22 estaven desocupats. 490 eren cases i 17 eren apartaments. Dels 477 habitatges principals, 408 estaven ocupats pels seus propietaris, 62 estaven llogats i ocupats pels llogaters i 7 estaven cedits a títol gratuït; 1 tenia una cambra, 20 en tenien dues, 61 en tenien tres, 123 en tenien quatre i 272 en tenien cinc o més. 306 habitatges disposaven pel capbaix d'una plaça de pàrquing. A 205 habitatges hi havia un automòbil i a 223 n'hi havia dos o més.

### Piràmide de població

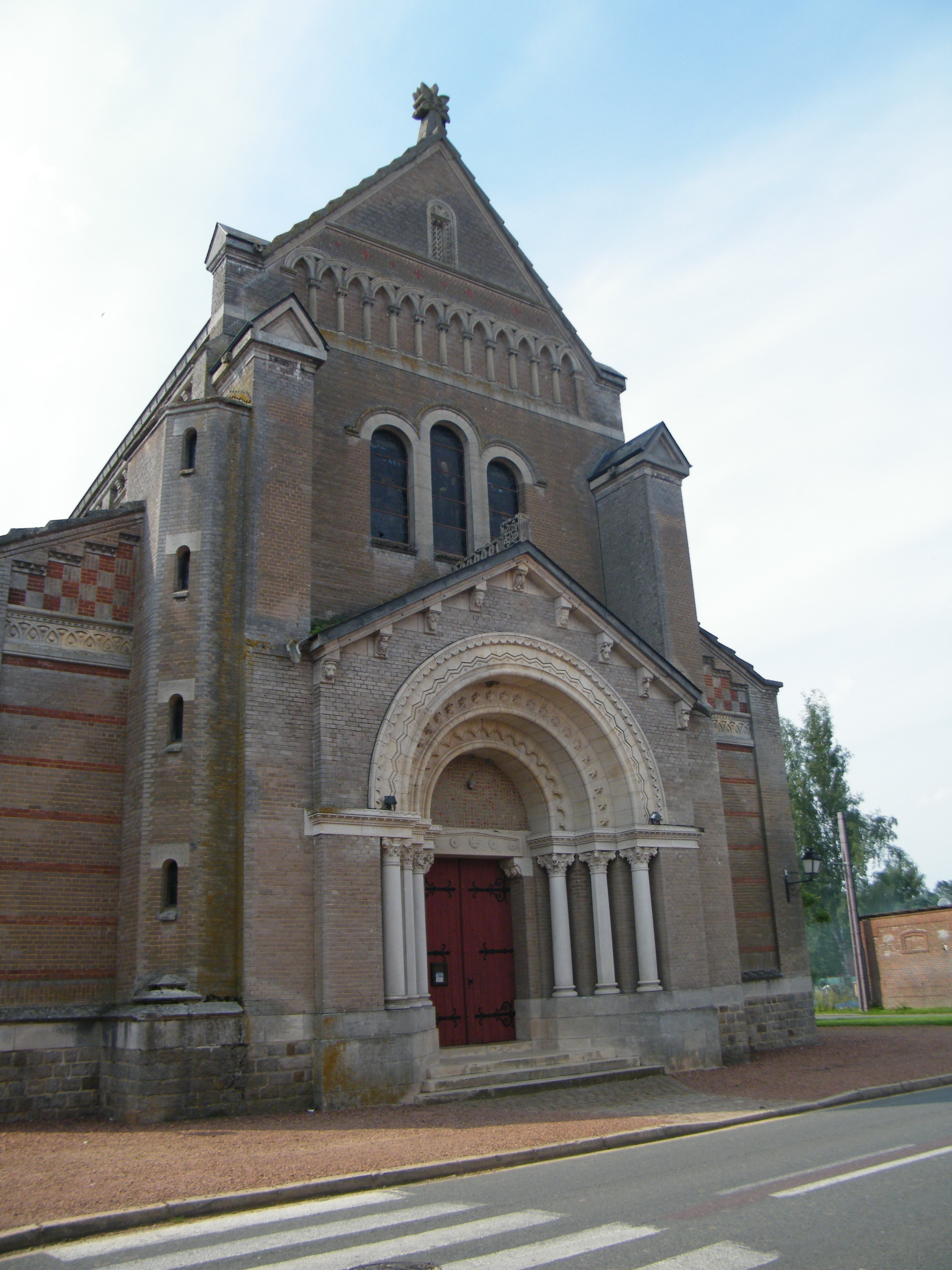

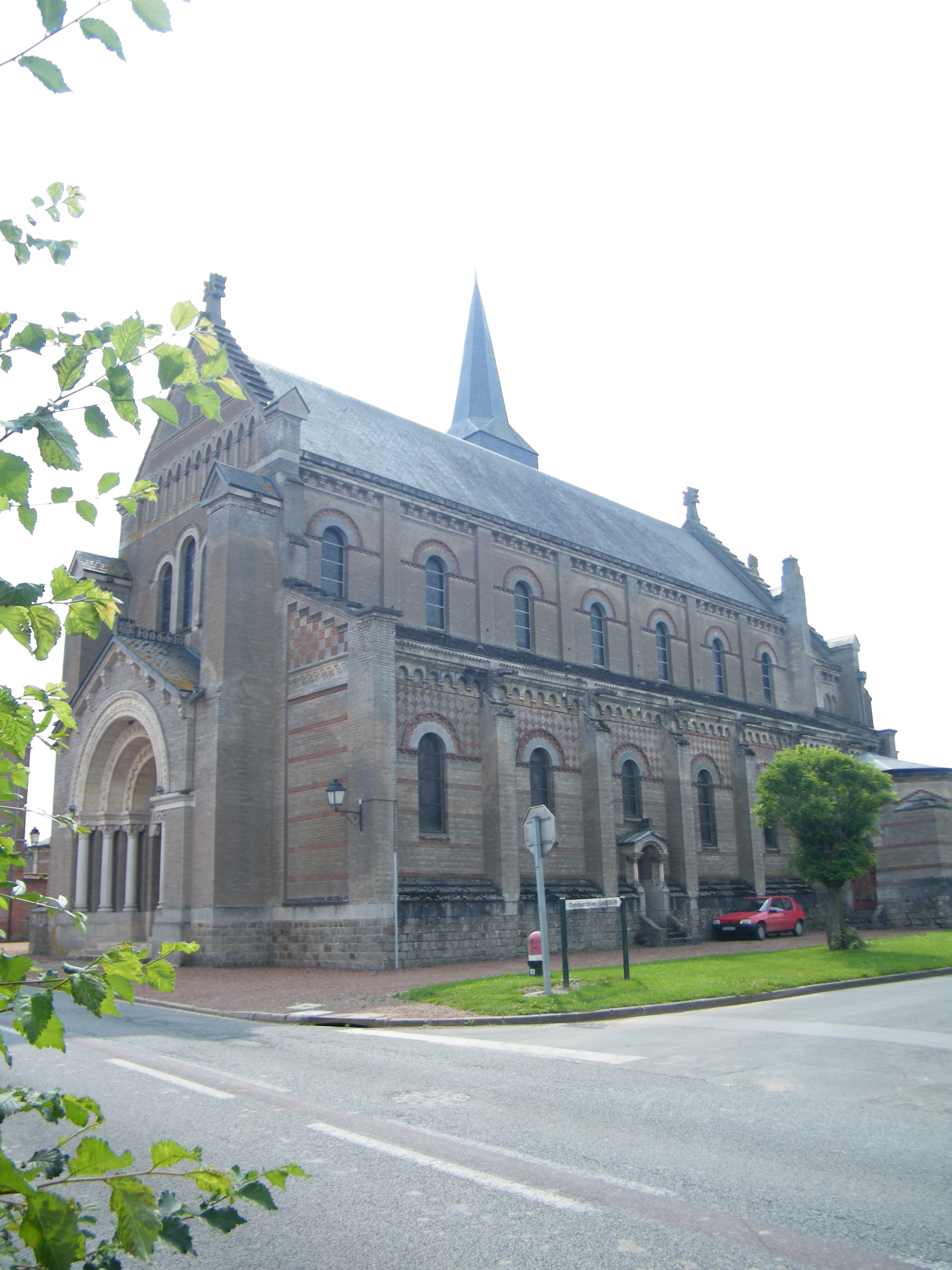

La piràmide de població per edats i sexe el 2009 era:
| Homes | Edats   | Dones |
| ----- | ------- | ----- |
| 0     | 95 o +  | 0     |
| 0     | 90 a 94 | 0     |
| 4     | 85 a 89 | 4     |
| 8     | 80 a 84 | 12    |
| 12    | 75 a 79 | 28    |
| 20    | 70 a 74 | 48    |
| 32    | 65 a 69 | 20    |
| 28    | 60 a 64 | 16    |
| 28    | 55 a 59 | 40    |
| 44    | 50 a 54 | 52    |
| 36    | 45 a 49 | 20    |
| 60    | 40 a 44 | 56    |
| 32    | 35 a 39 | 52    |
| 52    | 30 a 34 | 40    |
| 28    | 25 a 29 | 32    |
| 32    | 20 a 24 | 12    |
| 44    | 15 a 19 | 40    |
| 68    | 10 a 14 | 40    |
| 64    | 5 a 9   | 52    |
| 36    | 0 a 4   | 8     |

## Economia

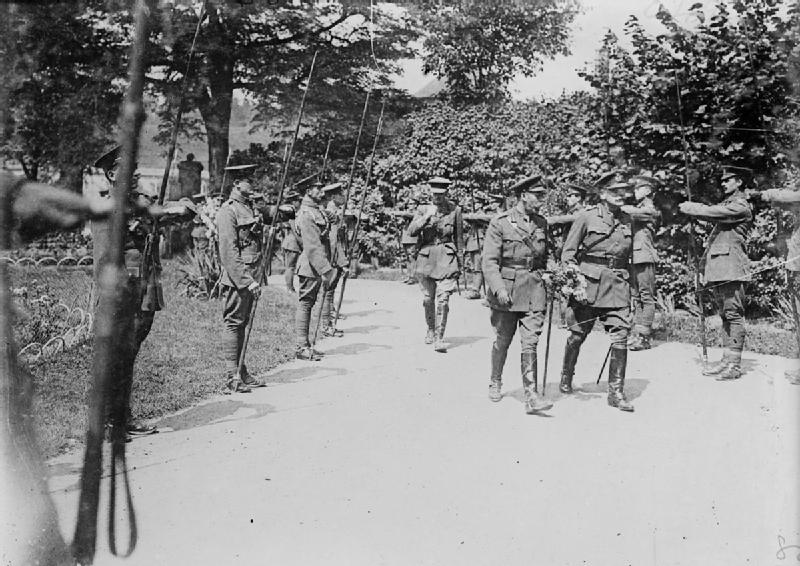
Llancers de la Primera Guerra Mundial

El 2007 la població en edat de treballar era de 829 persones, 589 eren actives i 240 eren inactives. De les 589 persones actives 526 estaven ocupades (288 homes i 238 dones) i 64 estaven aturades (29 homes i 35 dones). De les 240 persones inactives 77 estaven jubilades, 86 estaven estudiant i 77 estaven classificades com a «altres inactius».

### Ingressos
El 2009 a Beauquesne hi havia 503 unitats fiscals que integraven 1.343,5 persones, la mediana anual d'ingressos fiscals per persona era de 16.484 €.

### Activitats econòmiques
Dels 35 establiments que hi havia el 2007, 1 era d'una empresa extractiva, 1 d'una empresa alimentària, 8 d'empreses de construcció, 7 d'empreses de comerç i reparació d'automòbils, 2 d'empreses d'hostatgeria i restauració, 1 d'una empresa financera, 1 d'una empresa immobiliària, 3 d'empreses de serveis, 8 d'entitats de l'administració pública i 3 d'empreses classificades com a «altres activitats de serveis».
Dels 11 establiments de servei als particulars que hi havia el 2009, 4 eren paletes, 1 guixaire pintor, 2 lampisteries, 1 electricista, 2 perruqueries i 1 veterinari.
Dels 3 establiments comercials que hi havia el 2009, 1 era una botiga de més de 120 m², 1 una botiga de menys de 120 m² i 1 una joieria.
L'any 2000 a Beauquesne hi havia 30 explotacions agrícoles que ocupaven un total de 1.995 hectàrees.

## Equipaments sanitaris i escolars
L'únic equipament sanitari que hi havia el 2009 era una farmàcia.
El 2009 hi havia una escola elemental.

## Poblacions més properes
El següent diagrama mostra les poblacions més properes.